# 1993 Ґуакольда
1993 Ґуакольда (1993 Guacolda) — астероїд головного поясу, відкритий 25 липня 1968 року.
Тіссеранів параметр щодо Юпітера — 3,201.